# Sofía Jirau
Sofía Jirau, née le 26 mars 1996, est une mannequin portoricaine, égérie de Victoria's Secret, ayant une trisomie 21,.

## Carrière

### Mannequinat
Sofía Isabel Jirau González commence sa carrière de mannequin à 16 ans, en posant pour la photographe de mode et styliste Wanda Beauchamp.
Elle finit ses études à 19 ans.
Elle défile pour la première fois le 10 février 2020 pendant la Fashion Week de New York, pour la créatrice Marisa Santiago. Cette entrée dans le domaine de la mode est remarquée dans de nombreux médias à travers le monde,.
Pour préparer ce défilé, Jirau avait travaillé pendant presque deux ans sur sa diction, sa posture et ses pas de danse, dans une équipe de bénévoles accompagnée par Benjamin Diaz, habitué du concours Miss Puerto Rico.
En février 2022, Jirau est embauchée par la marque de lingerie étatsunienne Victoria's Secret dans le cadre de la sortie d'une nouvelle collection intitulée « Love Cloud ». La collection est représentée par 18 femmes d'âge et de morphologie variées, afin de « renforcer l'engagement de Victoria's Secret à accueillir et à célébrer toutes les femmes » d'après la marque.

### Influence
Jirau est devenue entrepreneuse en 2019 en lançant une boutique en ligne intitulée « Alavett », qui sonne en anglais comme I love it (« J'adore »), sa phrase préférée. Elle y propose des vêtements, des accessoires et des produits pour la maison.
La mannequin a également raconté son histoire dans des campagnes de sensibilisation sur la trisomie 21 ainsi que des vidéos d'encouragement, expliquant qu'« il n'y a pas de limites pour accomplir ses rêves »,,.
Jirau travaille depuis 2018 dans l'entreprise d'innovation portoricaine INprende, dans laquelle elle est "ambassadrice des expériences".
Elle rêve également de devenir actrice.